# Gabriel Chochoľák
Gabriel Chochoľák (ur. 20 kwietnia 1978 w Sninie) – słowacki siatkarz, występujący zarówno na pozycji atakującego, środkowego bloku, jak i rozgrywającego. Jego atrybuty fizyczne to 203 cm i 100 kg. W reprezentacji występuje od roku 1996. Uczestniczył w Mistrzostwach Europy 2001 i w rozgrywanych w czeskiej Ostrawie Mistrzostwach Europy 2003. Z zespołem VKP Bratysława dwukrotny mistrz Słowacji (w latach 1998 i 1999). W sezonie 2002/2003 był trzecim w Serie A zawodnikiem w klasyfikacji najlepiej wystawiających.
Kluby:
- Ravijoma Bratysława, 1996 – 1997
- VKP Bratysława, 1997 – 1999
- Cagliari, 1999 – 2001
- Forli, 2001 – 2004
- Trente, 2004 – 2005
- Loreto, 2005 – 2006